# Всемирный день охраны труда

Эмблема

Всемирный день охраны труда — праздник, отмечаемый ежегодно 28 апреля. Это также международный день памяти рабочих, погибших или получивших травмы на работе.

## Всемирный день Охраны труда
История Всемирного дня охраны труда начинается с 1989 года, когда профсоюзами и работниками был проведён «День памяти погибших работников» в США и Канаде в память о тех, кто пострадал или погиб на рабочем месте. Десять лет спустя более чем в 100 государствах планеты проводятся акции и мероприятия, направленные на привлечение внимания людей и чиновников к различным проблемам, связанным с охраной труда.
Под нынешним названием ВДОТ впервые отмечался в 2003 году по инициативе Международной организация труда. МОТ, официально учредив этот день, преследовала цель привлечь внимание к масштабам проблемы. По данным МОТ, на рабочем месте ежедневно в мире погибает 5—6 тысяч человек, причём ежегодно эта цифра увеличивается приблизительно на 10 %. Нередки случаи, когда эти жертвы связаны с желанием работодателя сократить расходы по производству за счёт частичного или полного игнорирования сводов и правил техники безопасности.
МОТ никогда не признавала удобного для нанимателей утверждения, что несчастные случаи на производстве и профзаболевания это «неотъемлемая часть работы».

## Темы дня
- 2024 — «Влияние изменения климата на безопасность и гигиену труда».
- 2023 — «Безопасная и здоровая рабочая среда является основополагающим принципом и правом на работе».
- 2022 — «Действовать вместе, чтобы создать позитивную культуру здоровья и безопасности»
- 2021 — «Предвидение, подготовка и реагирование на кризисы: инвестиции в устойчивые системы безопасности и гигиены труда сегодня»
- 2020 — «Остановим пандемию: безопасность и здоровье на работе могут спасти жизни»
- 2019 — «Безопасное и здоровое будущее работы»
- 2018 — «Безопасное и здоровое поколение»
- 2017 — «Оптимизация сбора и использования данных по охране труда»
- 2016 — «Стресс на работе: коллективный вызов»
- 2015 — «Присоединяйтесь к построению культуры профилактики с точки зрения охраны труда»
- 2014 — «Безопасность и здоровье при использовании химических продуктов на производстве».
- 2013 — «Профилактика профессиональных заболеваний».
- 2012 — «Содействие безопасности и здоровью в зеленой экономике».
- 2011 — «Система управления охраной труда и промышленной безопасностью: инструмент постоянного совершенствования».
- 2010 — «Новые риски и новые модели предотвращения в меняющемся мире труда».
- 2009 — «Здоровье и жизнь на работе: основное право человека».
- 2008 — «Моя жизнь, моя работа, моя работа в области безопасности - Управление рисками на рабочем месте».
- 2007 — «Безопасные и здоровые рабочие места — достойный труд становится реальностью».
- 2006 — «Новая «культура безопасности», снижающая или предотвращающая несчастные случаи на производстве и профессиональные заболевания».
- 2005 — «Профилактика несчастных случаев и заболеваний в строительной сфере и среди рабочих молодого и пожилого возраста»